# Motocești, Bacău
Motocești este un sat în comuna Gura Văii din județul Bacău, Moldova, România.